# (35440) 1998 BG30
(35440) 1998 BG30 est un astéroïde de la ceinture principale d'astéroïdes découvert en 1998.

## Description
(35440) 1998 BG30 a été découvert le 29 janvier 1998 à l'observatoire Palomar, situé au nord de San Diego en Californie, par Paul G. Comba.

### Caractéristiques orbitales
L'orbite de cet astéroïde est caractérisée par un demi-grand axe de 2,46 ua, un périhélie de 1,86 ua, une excentricité de 0,24 et une inclinaison de 6,27° par rapport à l'écliptique. Du fait de ces caractéristiques, à savoir un demi-grand axe compris entre 2 et 3,2 ua et un périhélie supérieur à 1,666 ua, il est classé, selon la JPL Small-Body Database, comme objet de la ceinture principale d'astéroïdes.

### Caractéristiques physiques
(35440) 1998 BG30 a une magnitude absolue (H) de 15,4 et un albédo estimé à 0,465.